# فرقة الفرسان الأولى (الولايات المتحدة)
فرقة الفرسان الأولى ("الفريق الأول")  هي فرقة أسلحة مشتركة وهي واحدة من أكثر الفرق القتالية حصولًا على الأوسمة في جيش الولايات المتحدة.  يقع مقرها في فورت كافازوس بولاية تكساس. تم تشكيلها في عام 1921 وخدمت خلال الحرب العالمية الثانية والحرب الكورية وحرب فيتنام وحرب الخليج الثانية مع قوة الاستقرار في البوسنة والهرسك وفي غزو العراق وفي الحرب في أفغانستان وكذلك عملية حارس الحرية. وعملية الحل المتأصل . اعتبارًا من يوليو 2023، أصبحت فرقة الفرسان الأولى تابعة للفيلق المدرع الثالث.
الوحدة فريدة من نوعها من حيث أنها عملت كفرقة فرسان بأحصنة حتى عام 1943، وفرقة مشاة، وفرقة هجوم جوي، وفرقة مدرعة.

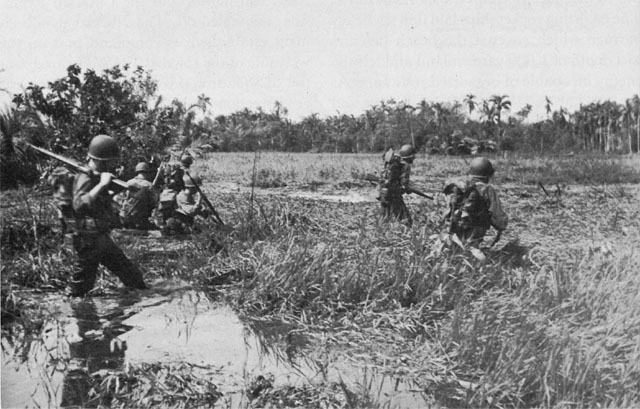
جنود الفرسان الأول خلال معركة ليتي.

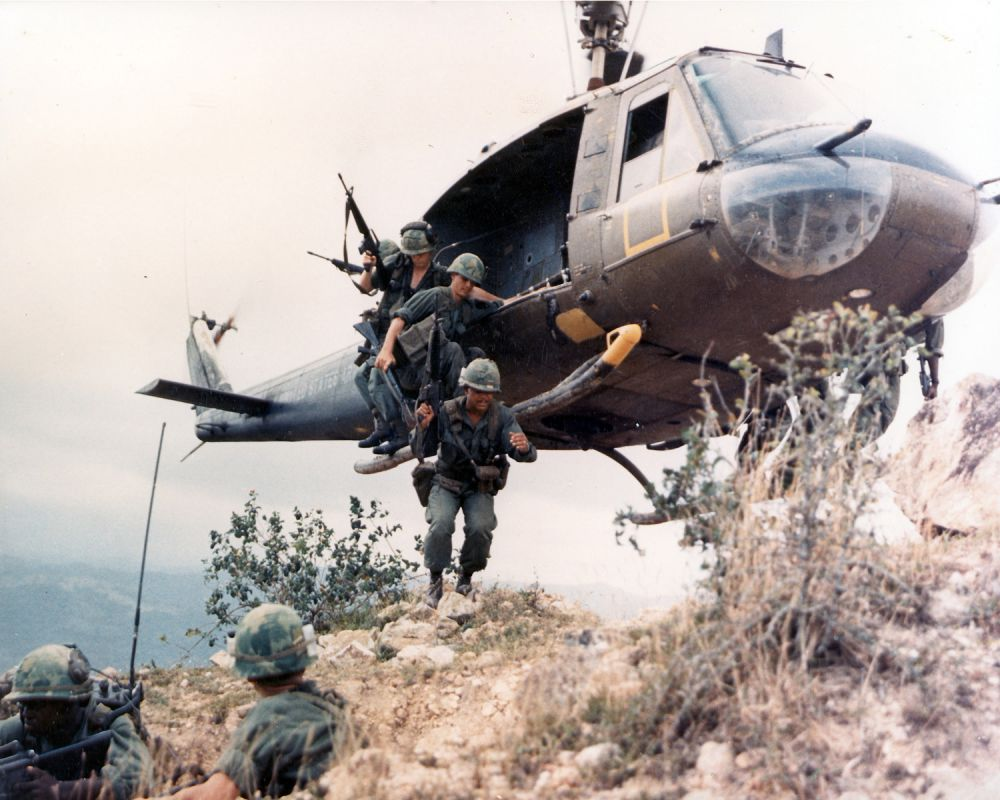
جنود من فرقة الفرسان الأولى يترجلون من مروحية هيوي وهي تحوم.

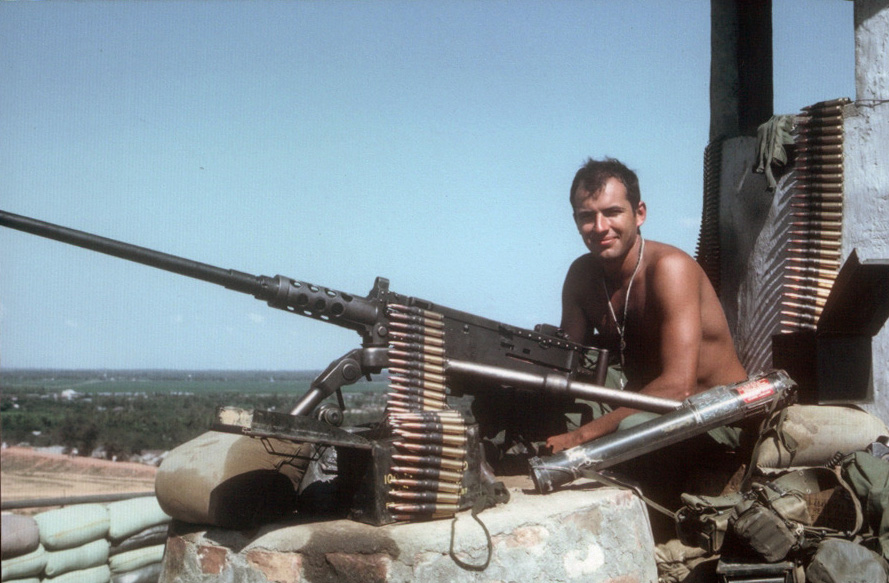
27 يناير 1968. فرقة الفرسان الأولى قبل هجوم الـتيت.